# Radical Software
Radical Software era el nombre de una revista de video y televisión independiente de los años 70 editada en Nueva York. Sus fundadores fueron Phyllis Gershuny y Beryl Korot. La filosofía grassroots era muy importante en la publicación, altamente influida por los libros "El Medio es el Mensaje" de Marshall McLuhan y "Guerrilla Television" de Michael Shanberg, fundador de la Raindance Corporation, la editora de la revista, que se autodefinía como un "think tank de cultura alternativa". Contribuyeron especialmente a la difusión del videoarte, y criticaron especialmente a los grupos que se negaban a abandonar la película fotográfica en lugar de abrazar el vídeo como nuevo soporte.